# Merrily We Roll Along (musical)
Merrily We Roll Along és un musical estatunidenc de 1981 amb música i lletres de Stephen Sondheim i un llibret de George Furth. Es basa en l'obra homònima de 1934 de George S. Kaufman i Moss Hart.
L'espectacle explica la història de com la vida i l'amistat de tres amics canvien al llarg de 20 anys; se centra especialment en Franklin Shepard, un talentós compositor de musicals que, durant aquests 20 anys, abandona els seus amics i la seva carrera com a compositor per convertir-se en productor de pel·lícules de Hollywood. Igual que l'obra en què es basa, la història de l'espectacle es mou en cronologia inversa, començant el 1976 en el moment més baix dels amics i acabant el 1957, en el seu millor moment juvenil.
Merrily es va estrenar a Broadway el 16 de novembre de 1981, en una producció dirigida pel col·laborador habitual de Sondheim Hal Prince, amb un repartiment gairebé exclusivament d'adolescents i adults joves. Tanmateix, l'espectacle no va ser l'èxit que havien tingut les col·laboracions anteriors de Sondheim–Prince: després d'una sèrie caòtica de funcions prèvies, es va obrir a crítiques molt negatives i es va tancar després de 16 funcions i 44 prèvies.
En els anys posteriors, l'espectacle s'ha reescrit àmpliament i ha gaudit de diverses produccions notables, inclosa un revival a l'Off-Broadway el 1994 i una estrena a Londres el 2000 que va guanyar el premi Laurence Olivier al millor musical nou. La producció de l'Off-Broadway del 2022 escenificada al New York Theatre Workshop es va traslladar a Broadway a la tardor del 2023, protagonitzada per Jonathan Groff, Daniel Radcliffe i Lindsay Mendez, dirigida per Maria Friedman. S'està desenvolupant una adaptació cinematogràfica protagonitzada per Paul Mescal, Beanie Feldstein i Ben Platt.

## Rerefons i producció original
La idea de Merrily va sorgir a partir d'un suggeriment de la dona d'Hal Prince, Judy, que fes un espectacle sobre adolescents; va decidir que una versió musical de l'obra de 1934 de George S. Kaufman i Moss Hart Merrily We Roll Along seria una bona opció, i quan va trucar a Sondheim per la idea, Sondheim "va dir que sí per telèfon".
L'obra original explica la història de "Richard Niles, que es revela a la nit d'estrena de la seva darrera obra [el 1934] com un dramaturg pretensiós de comèdies lleugeres d'èxit però oblidables", i al llarg de l'obra, avança gradualment cap enrere en el temps fins a arribar "a la seva graduació universitària [el 1916], citant amb tot el fervor de la joventut idealista les paraules de Poloni: 'Així sobretot, sigues veritat a tu mateix'". L'obra va tractar, en conjunt, "tres amics, les seves ambicions artístiques, el preu de la fama i els canvis en la societat nord-americana des de la Primera Guerra Mundial fins a la Depressió".
Per a l'adaptació musical, la història es va revisar per tenir lloc entre 1955 i 1980, i es van canviar els personatges: "Richard Niles", un dramaturg, era ara Franklin Shepard, un compositor; "Jonathan Crale", un pintor, era ara Charley Kringas, lletrista i dramaturg; i "Julia Glenn", novel·lista, ara era Mary Flynn, periodista i, finalment, crítica.
George Furth va ser contractat per escriure el llibret del musical, fent de Merrily una reunió per a Sondheim, Furth i Prince, que havien treballat tots junts en l'emblemàtic musical Company de 1970 . Merrily es va estrenar a l'Alvin Theatre de Broadway, on Company s'havia estrenat.
Com a part de la idea original de fer un espectacle sobre adolescents, i per tal, com va dir l'historiador del teatre Ken Mandelbaum, "potenciar les ironies de la història", Prince va fer l'espectacle completament amb adolescents i adults joves, que van interpretar els seus personatges tant en la joventut com en la mitjana edat. Prince i Sondheim havien concebut l'espectacle com "un vehicle per a joves intèrprets", i Prince també estava encantat per, com va dir en aquell moment, "els inicis de l'art [del repartiment], la rudesa del seu ofici, la seva inexperiència em va encantar com l'infern [.]"
El disseny de producció de l'espectacle també es va basar en aquesta noció: el conjunt consistia en un grup de grades mòbils folrats amb taquilles i una pantalla on es mostraven projeccions "per establir l'ambient i l'època"/ La idea original de Prince per a la posada en escena havia estat " no tenen escenografia", sinó "penjadors de roba i aquests nens entrarien semblant nens petits, i es feien passar per els seus pares tal com els veien", però això es va descartar a causa de la percepció de Prince del que el públic de Broadway pagava. Els preus de Broadway, acceptarien d'un espectacle (com va dir més tard, "[]endevina que? Em faltava el coratge.") 
La partitura de Sondheim era una barreja d'allò tradicional i no convencional. En la forma i el so bàsics, les cançons van ser escrites a l'estil de la música tradicional d'espectacles de Broadway dels anys 50 (on "va començar") la història de Merrily i abans, una clara allunyada de la complexitat musical del seu treball anterior. Però la partitura també es va escriure per encarnar l'estructura endarrerida de l'espectacle en el seu ús i repetició de determinades seccions de la música. Per exemple, "Not a Day Goes By" s'escolta per primera vegada en la seva "repetició", cantada amargament per Frank després del seu divorci de Beth, abans de ser escoltada en la seva forma "original" al final del segon acte, cantada per Frank (mentre ell es casa) i Mary (veient amb enyora que en Frank es casa). A més, "Good Thing Going" es va deconstruint gradualment al llarg del musical abans d'arribar a la seva forma final, però "inicial", cap al final de l'espectacle, com "Who Wants to Live in New York?". Aquesta tècnica s'utilitzava de vegades, va dir Sondheim, per mostrar com "les cançons que havien estat importants en la vida dels personatges quan eren més joves tindrien diferents ressonàncies a mesura que envelleixen"; també va utilitzar algunes d'aquestes repeticions musicals per representar els "corrents subterranis de la memòria" en els personatges en els seus darrers anys. A causa de les restriccions que Sondheim va aplicar a la seva escriptura, la partitura de Merrily va ser una de les més difícils d'escriure de la seva carrera.
Per raons pressupostàries, Merrily no va obtenir una producció de proves fora de la ciutat, i, en canvi, la producció va fer més de 40 funcions de proves [8] —que en realitat eren prèvies— a Broadway abans de l'estrena.— Les proves, que van començar el 8 d'octubre de 1981, van tenir una mala acollida, amb el públic sortint. El 21 d'octubre, The New York Times va informar que el protagonista original James Weissenbach havia estat substituït per Jim Walton (que va aparèixer en el paper a partir del 19 d'octubre). i l'estrena de Broadway s'havia ajornat. El coreògraf d'assaig Ron Field va ser substituït per Larry Fuller. L'estrena es va retardar una segona vegada, del 9 de novembre al 16 de novembre de 1981. Mirant enrere en aquell "mes dolorós", va recordar Sondheim, "aquell mes de fervent activitat histèrica va ser el més divertit que he tingut mai en un sol espectacle". A la nit d'estrena, l'equip de producció "pensava que havíem arreglat l'espectacle", però en retrospectiva només ho havien "millorat, no arreglat" i la resposta de la crítica va ser "despietada".
La producció de Broadway, dirigida per Prince i coreografiada per Fuller, es va estrenar el 16 de novembre de 1981 a l'Alvin Theatre. Va rebre crítiques majoritàriament negatives. Tot i que la partitura va ser àmpliament elogiada, tant la crítica com el públic van considerar que el llibret era problemàtic i els temes els deixaven un sabor agre a la boca. Obstaculitzat per diverses crítiques publicades abans de la seva estrena oficial, així com d'altres més negatives publicades després, va tenir 16 funcions i 44 funcions prèvies.
A la seva ressenya del New York Times, Frank Rich va escriure: "Com probablement tots hauríem d'haver après ara, ser un fan de Stephen Sondheim és tenir el cor trencat a intervals regulars." Clive Barnes va escriure: "Sigui el que hàgiu sentit sobre això, aneu a veure-ho per vosaltres mateixos. És un musical massa bo per ser jutjat per aquells dos tribunals cangurs de boca a boca i consens crític."
El repartiment incloïa Jim Walton (Franklin Shepard), Lonny Price (Charley Kringas), Ann Morrison (Mary), Terry Finn (Gussie), Jason Alexander (Joe), Sally Klein (Beth), Geoffrey Horne (Franklin Shepard de 43 anys), David Loud (Ted), Daisy Prince (Meg), Liz Callaway (cambrera de discotecaTonya Pinkins (Gwen), Abby Pogrebin (Evelyn), and Giancarlo Esposito (valedictorian). Judith Dolan va dissenyar el vestuari per a la producció.
El públic va tenir problemes per seguir la història. En conseqüència, tots els actors van acabar portant dessuadores amb els noms dels seus personatges. Segons Meryle Secrest, "Prince ... va vestir a tothom amb dessuadores i pantalons idèntics. Després va haver d'afegir noms estampats a les dessuadores perquè el públic tenia dificultats per distingir els actors". Sondheim va recordar més tard: "M'ha agradat més aviat; al públic que paga no". El fracàs de Merrily va significar que els "dies de glòria" de la col·laboració Sondheim-Prince havien acabat, i els dos no van tornar a treballar junts fins a Bounce (2003).

## Historial de produccions posteriors
Al llarg dels anys, amb el permís de Furth i Sondheim, el musical s'ha posat en escena amb nombrosos canvis. Sondheim ha contribuït amb noves cançons a diverses de les encarnacions del programa, sobretot "Growing Up", afegida a la producció de La Jolla de 1985.

### Off-Broadway
El 26 de maig de 1994 es va estrenar el 26 de maig de 1994 al York Theatre de l'església de St. Peter's, i va tenir 54 funcions. El repartiment incloïa Malcolm Gets com a Frank, Adam Heller com a Charley i Amy Ryder com a Mary. Varèse Sarabande va publicar una gravació del repartiment.
Una altra nova producció a l'Off-Broadway, dirigida per Noah Brody amb coreografia de Lorin Latarro, va començar el 12 de gener de 2019, s'estrenava el 19 de febrer i s'havia previst originalment fins al 7 d'abril de 2019 (ampliat fins al 14 d'abril de 2019), per la companyia resident de Roundabout Theatre. , Teatre Fiasco, al Teatre Laura Pels. El repartiment reduït incloïa Manu Narayan, Brittany Bradford, Jessie Austrian, Ben Steinfeld, Paul L. Coffey i Emily Young.

### San Diego i Washington DC
Una producció dirigida per James Lapine es va estrenar el 16 de juny de 1985 a La Jolla Playhouse de San Diego , on va tenir 24 funcions. El repartiment incloïa John Rubinstein com Frank, Chip Zien com Charley, Marin Mazzie com Beth i Heather MacRae com Mary.
Una producció d'Arena Stage , dirigida per Douglas C. Wager i coreografiada per Marcia Milgrom Dodge , es va estrenar el 30 de gener de 1990 al Kreeger Theatre de Washington, DC , on va durar una mica més de dos mesos. El repartiment incloïa Victor Garber, David Garrison, Becky Ann Baker i, com a San Diego, Marin Mazzie com Beth. En la seva ressenya de la producció, Rich va escriure: "Molts dels principals defectes del Merrily de 1981, començant pel seu famós ambient de gimnàs, fa temps que s'han rebutjat o rectificat en versions intermèdies produïdes a La Jolla, Califòrnia, i a Seattle. " Va qualificar la puntuació d'"excepcional".
Una producció de Signature Theatre de 2007 també es va presentar a Arlington, Virgínia.

### Regne Unit
L'estrena britànica de Merrily We Roll Along va ser a la Guildhall School of Music and Drama l'11 de maig de 1983. La primera producció professional al Regne Unit va ser per la Library Theatre Company de Manchester el 1984, dirigida per Howard Lloyd Lewis i coreografiada per Paul Kerryson.
Paul Kerryson va dirigir una producció de l'espectacle al Haymarket Theatre de Leicester amb orquestracions de Jonathan Tunick i direcció musical de Julian Kelly. La producció es va estrenar el 14 d'abril de 1992 amb un repartiment que incloïa Michael Cantwell com a Frank, Maria Friedman com a Mary i Evan Pappas com a Charlie. El 1994 es va publicar una gravació del repartiment de la producció que incloïa retalls i diàlegs amplis. Finalment, l'espectacle va rebre la seva estrena al West End al Donmar Warehouse de Londres l'11 de desembre de 2000 en una producció dirigida per Michael Grandage, amb 71 funcions després de vuit prèvies. El repartiment va ser liderat per Julian Ovenden com Frank, Samantha Spiro com Mary i Daniel Evans com Charley. Spiro i Evans van rebre els premis Olivier per les seves interpretacions, i la producció va rebre l'Olivier al millor musical.
La producció de Karen Hebden per a Derby Playhouse el maig de 2007 va comptar amb Glyn Kerslake com a Frank, Glenn Carter com a Charley, Eliza Lumley com a Mary i Cheryl McAvoy com a Beth.
Maria Friedman va dirigir un revival del musical a la Menier Chocolate Factory de Londres , que es va estrenar el 28 de novembre de 2012 i es va traslladar al Harold Pinter Theatre del West End l'1 de maig de 2013. La producció la va protagonitzar Mark Umbers com a Frank, Jenna Russell com a Mary i Damian Humbley com Charley. El revival va guanyar el premi Peter Hepple al millor musical als Premis de Teatre del Cercle de Crítics de 2012 Va ser filmat i emès a cinemes seleccionats el 2013.

### Concert de reunió
El repartiment original de Broadway es va reunir per organitzar una versió de concert de l'espectacle durant una nit el 30 de setembre de 2002, amb la presència de Sondheim i Prince.

### Encores!
Un Encores! un concert al New York City Center va tenir lloc del 8 al 19 de febrer de 2012. Aquesta producció va ser dirigida per James Lapine i protagonitzada per Colin Donnell com Frank, Celia Keenan-Bolger com Mary, Lin-Manuel Miranda com Charley, Elizabeth Stanley com Gussie i Betsy Wolfe com a Beth. Aquesta versió incorporava parts de revisions fetes per a la producció de La Jolla Playhouse de 1985 i les produccions de 1990 i 1994. Molts membres de la producció original van ser convidats a assistir el 14 de febrer i es van unir als Encores! repartiment i Sondheim a l'escenari després de l'actuació per cantar "Old Friends".

### 2022 Off-Broadway / 2023 revival a Broadway
Un renvival a l'Off-Broadway, dirigit per Maria Friedman i basat en la seva posada en escena prèvia a la Menier Chocolate Factory, va tenir lloc al New York Theatre Workshop del 21 de novembre de 2022 al 22 de gener de 2023, protagonitzat per Jonathan Groff com a Frank, Daniel Radcliffe com Charley, Lindsay Mendez com a Mary, Krystal Joy Brown com a Gussie, Katie Rose Clarke com a Beth i Reg Rogers com a Joe. Al setembre de 2023, la producció es va traslladar a Broadway per a un compromís limitat al Hudson Theatre, amb els sis actors principals repetint els seus papers. Les prèvies van començar el 19 de setembre de 2023 amb la nit d'estrena el 10 d'octubre. És la primera vegada que Merrily We Roll Along es representa a Broadway des de la producció original de 1981. Durant la seva primera setmana de preestrenes, l'espectacle va batre el rècord de la casa a l'Hudson Theatre i exhaurint les entrades, amb una recaptació de més d'1,3 milions de dòlars. El 5 de desembre de 2023, es va anunciar que la producció s'estendria fins al 7 de juliol de 2024 amb el repartiment original. El New York Times va descriure el revival com "el primer revival convincent" del "fracas de culte", acreditant l'èxit a "la direcció implacable de Maria Friedman i una actuació central emocionant i ferotge de Jonathan Groff... Groff, sempre un actor convincent, aquí passa a un d'imprescindible amb el seu immens carisma cap a si mateix, sembla suar l'emoció: ambició, decepció i, el que és més espantós, un terrible fàstic congelat."

### Altres produccions importants
La primera producció professional australiana va ser presentada per la Sydney Theatre Company al Footbridge Theatre entre maig i juliol de 1996. Va comptar amb Tom Burlinson, Tony Sheldon, Peta Toppano, Greg Stone i Gina Riley, i va ser dirigida per Wayne Harrison.
El 2002, l'espectacle va tenir aproximadament 120 representacions al Shaw Festival en una producció dirigida per Jackie Maxwell i amb Tyley Ross com a Frank, Jay Turvey com a Charley i Jenny L. Wright com a Mary.
Com a part de la celebració de Sondheim al Kennedy Center, el 12 de juliol de 2002 es va inaugurar un compromís limitat de 14 funcions al teatre Eisenhower. El repartiment comptava amb Michael Hayden (Frank), Miriam Shor (Mary), Raúl Esparza (Charley), and Emily Skinner (Gussie).
El setembre de 2002, una producció de concerts de Merrily We Roll Along va formar part de la Reprise 2002-2003! temporada. La producció va ser protagonitzada per Hugh Panaro com Franklin, Kevin Chamberlin com Charley, Lea DeLaria com Mary, Teri Hatcher com Gussie i Jean Louisa Kelly com Beth.
Una producció de Derby Playhouse va tenir lloc del 19 d'abril al 19 de maig de 2007, protagonitzada per Glyn Kerslake, Glenn Carter i Eliza Lumley en els papers principals. Una producció del Signature Theatre (Arlington, Virgínia), dirigida per Eric D. Schaeffer, es va estrenar el 4 de setembre de 2007 i va durar fins al 14 d'octubre de 2007. La producció va rebre quatre nominacions al premi Helen Hayes, amb un premi per a Erik Liberman com a Charley. John Doyle va dirigir una producció al Watermill Theatre , Newbury, Berkshire , del 16 de gener de 2008 al 8 de març de 2008. Va comptar amb Sam Kenyon (Frank), Rebecca Jackson (Gussie), Elizabeth Marsh (Mary) i Thomas. Padden (Charley).
Available Light Theatre (AVLT) va presentar la versió revisada al Vern Riffe Center de Columbus, Ohio , del 19 d'agost de 2010 al 4 de setembre de 2010. Va ser dirigida per John Dranschak i va comptar amb Ian Short com Frank, Nick Lingnofski com Charley i Heather Carvel com Mary. La directora musical va ser Pam Welsh-Huggins. The Cincinnati Playhouse in the Park va presentar un revival dirigit per John Doyle, utilitzant el concepte actor-músic, que s'estrenava el 3 de març de 2012. El repartiment incloïa Malcolm Gets (Frank), Daniel Jenkins (Charley), and Becky Ann Baker (Mary). Aquesta producció va utilitzar les revisions del York Theatre de 1994.
Clwyd Theatre Cymru a Mold al nord de Gal·les va interpretar el musical del 12 de maig al 2 de juny de 2012, dirigit per Nikolai Foster. PAN Productions va presentar Merrily We Roll Along el 2014 al Kuala Lumpur Performing Arts Center per primera vegada al sud-est asiàtic. Dirigida per Nell Ng amb direcció musical de Nish Tham. Aquesta producció va comptar amb Peter Ong (Frank), Aaron Teoh (Charley), Chang Fang Chyi (Mary), Nikki Palikat (Gussie), Stephanie Van Driesen (Beth) i Dennis Yeap (Joe).
Astoria Performing Arts Center va produir una producció a l'Off-Broadway el 2015 protagonitzada per Jack Mosbacher com a Frank, Ally Bonino com Mary i Nicholas Park com Charley. La producció va guanyar la millor producció d'un musical als premis de teatre innovador de Nova York del 2015.
El Wallis Annenberg Center for The Performing Arts de Beverly Hills va organitzar una producció del 23 de novembre al 18 de desembre de 2016. Dirigida per Michael Arden, la producció estava protagonitzada per Aaron Lazar com a Frank, Wayne Brady com Charley i Donna Vivino com Mary.
The Huntington Theatre Company va produir la versió de Maria Friedman a Boston, del 8 de setembre al 15 d'octubre de 2017. Umbers i Humbley van repetir els seus papers de la producció de Londres, amb Eden Espinosa unint-se com a Mary.
El Hayes Theatre de Sydney va posar en escena una producció dirigida per Dean Bryant que tenia la intenció d'iniciar-se el 16 d'abril de 2020, però que es va retardar per la pandèmia de COVID . La producció finalment es va estrenar el 21 d'octubre de 2021, amb una durada prevista fins al 27 de novembre. La producció va ser ben revisada i va allargar la seva durada fins al 9 de desembre.

## Repartiments notables
| Personatge       | Broadway        | San Diego          | Washington DC      | West End        | Kennedy Center   | NYCC Encores!       | Revival del West End | Los Angeles     | revival de Broadway |
| Personatge       | 1981            | 1985               | 1990               | 2000            | 2002             | 2012                | 2013                 | 2016            | 2023                |
| ---------------- | --------------- | ------------------ | ------------------ | --------------- | ---------------- | ------------------- | -------------------- | --------------- | ------------------- |
| Franklin Shepard | Jim Walton      | John Rubinstein    | Victor Garber      | Julian Ovenden  | Michael Hayden   | Colin Donnell       | Mark Umbers          | Aaron Lazar     | Jonathan Groff      |
| Charley Kringas  | Lonny Price     | Chip Zien          | David Garrison     | Daniel Evans    | Raúl Esparza     | Lin-Manuel Miranda  | Damian Humbley       | Wayne Brady     | Daniel Radcliffe    |
| Mary Flynn       | Ann Morrison    | Heather MacRae     | Becky Ann Baker    | Samantha Spiro  | Miriam Shor      | Celia Keenan-Bolger | Jenna Russell        | Donna Vivino    | Lindsay Mendez      |
| Gussie Carnegie  | Terry Finn      | Mary Gordon Murray | Mary Gordon Murray | Anna Francolini | Emily Skinner    | Elizabeth Stanley   | Josefina Gabrielle   | Saycon Sengbloh | Krystal Joy Brown   |
| Beth Spencer     | Sally Klein     | Marin Mazzie       | Marin Mazzie       | Mary Stockley   | Anastasia Barzee | Betsy Wolfe         | Clare Foster         | Whitney Bashor  | Katie Rose Clarke   |
| Joe Josephson    | Jason Alexander | Merwin Goldsmith   | Richard Bauer      | James Millard   | Adam Heller      | Adam Grupper        | Glyn Kerslake        | Amir Talai      | Reg Rogers          |

## Sinopsi
Aquesta és una sinopsi de la versió actual i revisada de l'espectacle, no l'original interpretada a Broadway.

### Acte I
Franklin Shepard és un compositor i productor de cinema ric, famós i influent ("Overture/Merrily We Roll Along"). A mesura que els anys passen enrere més de 20 anys de la seva vida, veiem com va passar de compositor sense diners a productor ric, i què va renunciar per arribar-hi.
A l'elegant bloc de Los Angeles de Frank el 1976, després de l'estrena de la seva darrera pel·lícula, una festa està en ple apogeu. Els companys de Hollywood de Frank són allà i l'elogien amb esplendor ("That Frank"). La seva amiga més gran, la crítica de teatre Mary Flynn, també és a la festa. Està disgustada per les persones poc profundes amb què Frank ha triat associar-se i pel seu abandonament de la música, el seu veritable talent, per a la producció de cinema comercial. Frank sembla feliç, però es posa tens quan un convidat esmenta una obra guanyadora del Pulitzer de Charles Kringas, l'antic millor amic i lletrista de Frank. Frank i Mary es queden un moment sols junts, i ella el renya per haver-se perdut la graduació del seu fill. Frank admet a Mary que la seva nova pel·lícula és només una imatge de fórmula, però promet que la seva propera serà millor. Però Mary ha deixat d'esperar i es torna cada cop més èbria. Ella fa un brindis borratxa, castigant en Frank i insultant els seus convidats, i surt de la festa (i de la vida d'en Frank) amb ràbia borratxa.
Arriba la dona de Frank, Gussie, i comencen a discutir. Està enfadada perquè el paper principal a la pel·lícula de Frank, que havia planejat protagonitzar, va ser per a una actriu més jove, Meg. Picat per la despotricaria de la Mary, en Frank confessa que s'ha concentrat tan completament en ser un "èxit" que tot i tots els que més valorava a l'inici de la seva carrera han desaparegut. La vetllada acaba traumàticament quan Gussie s'enfronta a Frank amb coneixement de la seva infidelitat amb Meg. Ell posa fi al seu matrimoni, i ella ataca brutalment a la Meg esquitxant-li iode als ulls.
Els anys es remunten al 1973 ("Merrily We Roll Along - First Transition"). Frank i Charley estan a punt de ser entrevistats en un estudi de televisió de Nova York. Mary saluda en Charley entre bastidors, i Charley li diu que en Frank ja no té temps d'escriure amb ell. Mary, el beure de la qual empitjora constantment, confessa que va organitzar l'entrevista per obligar a Frank a comprometre's públicament a escriure el programa que ell i Charley han intentat escriure durant anys, però Charley està frustrat i amargat. La Mary es pregunta lamentosa per què la seva amistat col·lectiva no pot ser "com era" ("Old Friends (Part I) - Like It Was"), i Charley s'adona que Mary, després de 16 anys, encara està desesperadament enamorada de Frank. Quan finalment arriba en Frank, amb la seva nova dona Gussie al darrere, les tensions s'estan intensificant. Gussie està intentant evitar el seu exmarit, el productor de Broadway, Joe Josephson, que l'està pegant per diners, i Frank està preocupat per com dir-li a Charley que ha signat un acord de tres pel·lículess. Just abans de l'entrevista, l'amfitrió deixa escapar la notícia, indignant Charley. A mesura que surten en directe, un Charley cada cop més enfadat i nerviós es llança a una furiosa diatriba sobre la manera com el seu compositor s'ha transformat en una corporació ("Franklin Shepard, Inc."), suplicant a Frank que torni a fer el que millor sap fer. Després que les càmeres s'apaguen, en Charley es penedeix, però el dany està fet. Frank acaba la seva amistat amb Charley i marxa.
El 1968, Mary, Charley i Frank es troben al nou apartament de Frank a Central Park West ("Merrily We Roll Along - Second Transition"), donant la benvinguda a Frank de tornada d'un creuer. Charley ha portat el fill petit de Frank, Frankie, a qui no ha vist des del seu divorci. En Frank ha portat un regal per a cadascun dels seus amics: una còpia de la novel·la més venuda de la Mary en castellà i un contracte per a una opció de pel·lícula al programa Musical Husbands d'ell i de Charley. Charley es nega a aquest últim, i es desencadena una discussió. Frank vol optar per la versió cinematogràfica pels diners, que necessita després d'un divorci polèmic, però Charley diu que això impedirà escriure qualsevol cosa nova. La Mary els calma, recordant-los la importància de la seva amistat ("Old Friends"). Arriben el productor de Frank Joe i la seva dona Gussie. Gussie ha portat xampany, cosa que l'abstèmia Mary rebutja. Queda clar que Frank i Gussie estan tenint una aventura, i Charley, Mary i Joe en són conscients. Mary, que fa anys que està enamorada de Frank, està devastada per la seva irresponsabilitat i pren una generosa glopada de xampany per demostrar un punt. Quan tothom se'n va, Charley s'atura i aconsella a Frank que acabi l'afer, animant-lo a unir-se a ell i a Mary per a una trobada al club on van començar. Després de marxar, Frank interpreta una cançó antiga i intenta donar sentit a les seves eleccions. Sembla que està a punt de compondre una nova peça, però s'interromp quan Gussie torna, anunciant que té la intenció de viure amb ell i divorciar-se de Joe ("Growing Up").
El 1966 ("Merrily We Roll Along - Third Transition"), Frank està sent divorciat per la seva dona Beth, i es barallen per la custòdia del seu fill en un jutjat. Els periodistes s'acumulen, ansiosos per captar xafarderies des que Gussie ha estat citat. Frank s'enfronta a la Beth, que confessa que encara l'estima, però que no pot viure amb ell sabent que li va ser infidel amb Gussie ("Not a Day Goes By"). Ella arrossega el seu fill i se'n va a Houston per viure amb el seu pare. Frank s'ensorra desesperat, però és consolat per Mary, Charley i els seus altres amics restants. El convencen de fer un creuer, oblidar-se i començar de nou, dient que això era el "millor que podria haver passat" ("Now You Know").

### Acte II
El 1964, Gussie interpreta una cançó a l'escenari, com a protagonista de Musical Husbands, a la nit d'obertura del primer espectacle de Broadway de Frank i Charley ("Gussie's Opening Number"). El teló baixa de l'espectacle i, mentre el públic aplaudeix, Charley i Frank, entre bastidors amb Joe, Mary i Beth, s'adonen que tenen un èxit a les mans ("It's a Hit!"). La dona de Charley, Evelyn, està de part, i ell i la Beth s'acosten a l'hospital. La Mary demana a la Beth que es quedi enrere i s'asseguri que en Frank no es quedi sol amb Gussie, però Beth decideix confiar en el seu marit i deixa en Frank sol, escoltant el so del públic aplaudint.
L'any 1962 ("Merrily We Roll Along - Fourth Transition"), Frank, Beth, Charley i Mary van ser convidats a una festa a l'elegant apartament de Gussie i Joe a Sutton Place, on es queden sorpresos pel glamur i la multitud influent ("The Blob"). Vessant deliberadament vi al vestit de Beth, Gussie allunya Frank dels assistents a la festa, confiant-li la seva infelicitat i el convenç d'escriure l'espectacle comercial que Joe està produint, Musical Husbands, en lloc de la sàtira política que ell i Charley estan intentant produir ("Growing Up" (Reprise)). Tornant als seus convidats, convida els compositors a interpretar la seva darrera cançó, "Good Thing Going". Als convidats els encanta i Gussie els implora que facin un bis. Charley insta a Frank que no ho faci, però Frank està d'acord. Tornen a tocar la cançó, però els convidats perden ràpidament l'interès i reprenen la seva sorollosa xerrada de còctels ("The Blob" (Reprise)). Charley surt d'una tempesta mentre Mary mira preocupada.
El 1960 ("Merrily We Roll Along - Fifth Transition"). Charley, Frank i Beth actuen en una petita discoteca de Greenwich Village, amb una Mary que dona un cop de mà. Intentant semblar brillants i sofisticats, interpreten una cançó que celebra la nova primera família d'Amèrica ("Bobby and Jackie and Jack"). Joe és entre el petit públic i està força impressionat, igual que la seva nova promesa (i antiga secretària) Gussie. Després de l'espectacle, en Frank els explica que ell i la Beth es casen. Queda clar que el casament es deu a l'embaràs d'ella, però en Frank professa la seva felicitat de totes maneres. Amb els pares desaprovadors de Mary, Charley i Beth mirant, la feliç parella intercanvia vots mentre una Mary enamorada intenta empassar-se els seus sentiments per Frank ("Not a Day Goes By" (Reprise)).
L'any 1959 ("Merrily We Roll Along - Sixth Transition"), Frank, Charley i Mary estan ocupats a Nova York, avançant en l'escala de carrera ("Opening Doors"), agafant qualsevol feina que puguin i treballant febrilment en la seva carrera. cançons, obres de teatre i novel·les. Els homes fan una audició per a Joe, però ell vol cançons més "humilables" i els ordena que deixin el seu nom a la seva secretària. Així que decideixen fer el seu propi espectacle i, en un muntatge posterior, audicionen i contracten la Beth i formen junts un espectacle de cabaret.
L'octubre de 1957 ("Merrily We Roll Along - Seventh Transition"), a primera hora del matí, Frank i Charley es troben al terrat d'un edifici d'apartaments al carrer 110 de la ciutat de Nova York, esperant veure el primer satèl·lit en òrbita terrestre. Frank, que està a punt de ser alliberat de l'exèrcit, li diu a Charley com li agraden les obres de teatre de Charley i li proposa que en converteixin una, una sàtira política, en un musical. La Mary, la seva veïna, arriba per veure el satèl·lit i coneix els nois per primera vegada. Ha escoltat el piano de Frank des del seu apartament i li diu quant admira la seva música. Parla del molt que significa compondre per a ell. De sobte, l'Spútnik és allà al cel, i ara, per als joves amics, tot és possible ("Our Time").

## Números musicals

### Cançons actuals
| Acte I - Overture – Orquestra - "Merrily We Roll Along" – Companyia - "That Frank" – Franklin Shepard, Mary Flynn i Convidats - "First Transition" – Companyia - "Old Friends" (Part I) – Mary i Charley Kringas - "Like It Was" – Mary - "Franklin Shepard, Inc." – Charley - "Second Transition" – Companyia - "Old Friends" (Part II) – Mary, Franklin i Charley - "Growing Up" – Franklin i Gussie - "Third Transition" – Companyia - "Not a Day Goes By" – Beth - "Now You Know" – Mary i Companyia | Acte II - Entr'acte – Orchestra - "Act Two Opening" – Gussie - "It's a Hit" – Franklin, Charley, Mary, Joe i Beth - "Fourth Transition" – Companyia - "The Blob" – Gussie i Companyia - "Growing Up" (Part II) – Gussie - "Good Thing Going" – Charley - "The Blob" (Part II) – Companyia - "Fifth Transition" – Companyia - "Bobby i Jackie i Jack" – Charley, Beth, Franklin i Pianist - "Not a Day Goes By" (Reprise) – Beth, Franklin i Mary - "Sixth Transition" – Companyia - "Opening Doors" – Franklin, Charley, Mary, Joe i Beth - "Seventh Transition" – Franklin Shepard Jr., Beth i Mrs. Spencer - "Our Time" – Franklin, Charley, Mary i Companyia - Exit Music – Orchestra |

### Cançons de la producció original de Broadway (1981)[65]
| Acte I - "The Hills of Tomorrow" – Companyia - "Merrily We Roll Along" – Companyia - "Rich i Happy" – Franklin Shepard i Convidats - "Merrily We Roll Along" – Companyia - "Old Friends" – Mary, Charley - "Like It Was" – Mary - "Franklin Shepard, Inc." – Charley Kringas - "Merrily We Roll Along," (Reprise) – Companyia - "Old Friends" (Reprise) – Franklin, Charley i Mary - "Merrily We Roll Along" (Reprise) – Companyia - "Not a Day Goes By" – Franklin - "Now You Know" – Mary i Companyia | Acte II - "It's a Hit!" – Franklin, Mary, Charley i Joe - "Merrily We Roll Along" (Reprise) – Companyia - "Good Thing Going" – Charley i Franklin - "Merrily We Roll Along" (Reprise) – Companyia - "Bobby i Jackie i Jack" – Charley, Beth, Franklin i Ted - "Not a Day Goes By" (Reprise) – Franklin i Mary - "Opening Doors" – Franklin, Charley, Mary, Joe i Beth - "Our Time" – Franklin, Charley, Mary i Companyia - "The Hills of Tomorrow" (Reprise) – Companyia |

## Enregistraments
El repartiment original de Broadway va gravar l'espectacle l'endemà de la seva darrera actuació. L'enregistrament va ser llançat per RCA com a àlbum LP l'abril de 1982, després en disc compacte el 1986. Un CD remasteritzat el 2007 de Sony/BMG Broadway Masterworks inclou una pista extra de Sondheim interpretant "It's a Hit".
Una gravació del repartiment dels Encores del 2012! Revival va ser llançat per PS Classics com un conjunt de dos CD, amb Colin Donnell, Celia Keenan Bolger, Lin-Manuel Miranda, Jessica Vosk, i Elizabeth Stanley.
Diversos artistes han enregistrat les cançons de l'espectacle, com Carly Simon, Rosemary Clooney, Frank Sinatra, Petula Clark, Mandy Patinkin, Bernadette Peters, Betty Buckley, Cleo Laine, Liza Minnelli, Barbara Cook, Patti LuPone, Barry Manilow, Audra McDonald, Michael Crawford, i Lena Horne. "Not a Day Goes By", "Good Thing Going", "Old Friends", i "Our Time" " apareixen amb freqüència al circuit de cabaret .
La producció de revival de Broadway de 2023 va llançar una gravació de repartiment digital el 15 de novembre, després d'anunciar-la poques hores abans al final de l'actuació el 14 de novembre. El CD físic va ser llançat el 12 de gener de 2024.

## Adaptació cinematogràfica
Richard Linklater va anunciar el 2019 que filmaria una adaptació del musical al llarg de vint anys, permetent al repartiment envellir amb els seus personatges (un estil que Linklater va utilitzar a Boyhood). Els actors Ben Platt, Paul Mescal, i Beanie Feldstein interpreten Charley, Frank i Mary. Mescal va substituir Blake Jenner, que inicialment estava vinculat al projecte.
La pel·lícula Lady Bird del 2017 inclou una producció escolar de Merrily We Roll Along a la seva història; un dels estudiants de la producció va ser interpretat per Feldstein.

## Premis i nominacions

### Producció original de Broadway
| Any  | Premi               | Categoria            | Nominat          | Resultat  |
| ---- | ------------------- | -------------------- | ---------------- | --------- |
| 1982 | Premis Tony         | Millor banda sonora  | Stephen Sondheim | Nominat   |
| 1982 | Premis Drama Desk   | Música destacada     | Stephen Sondheim | Nominat   |
| 1982 | Premis Drama Desk   | Lletres excepcionals | Stephen Sondheim | Guanyador |
| 1982 | Premi Theatre World | Premi Theatre World  | Ann Morrison     | Guanyador |

### Producció del 1994 a l'Off-Broadway
| Any  | Premi            | Categoria                    | Nominat          | Resultat |
| ---- | ---------------- | ---------------------------- | ---------------- | -------- |
| 1995 | Premi Drama Desk | Musical destacat             | Musical destacat | Nominat  |
| 1995 | Premi Drama Desk | Actor destacat en un musical | Malcolm Gets     | Nominat  |

### Producció original de Londres
| Any  | Premi                   | Categoria                | Nominat            | Resultat  |
| ---- | ----------------------- | ------------------------ | ------------------ | --------- |
| 2001 | Premis Laurence Olivier | Millor Musical Nou       | Millor Musical Nou | Guanyador |
| 2001 | Premis Laurence Olivier | Millor Actor de Musical  | Daniel Evans       | Guanyador |
| 2001 | Premis Laurence Olivier | Millor Actriu de Musical | Samantha Spiro     | Guanyador |
| 2001 | Premis Laurence Olivier | Millor Coreògraf teatral | Peter Darling      | Nominat   |

### Producció de Londres de 2012
| Any  | Premi                          | Categoria      | Nominat        | Resultat  |
| ---- | ------------------------------ | -------------- | -------------- | --------- |
| 2012 | Premis Critics' Circle Theatre | Millor Musical | Millor Musical | Guanyador |

### Producció de Londres del 2013
| Any  | Premi                                     | Categoria                                             | Nominat                | Resultat  |
| ---- | ----------------------------------------- | ----------------------------------------------------- | ---------------------- | --------- |
| 2013 | Premis de teatre Evening Standard Theatre | Millor musical                                        | Millor musical         | Guanyador |
| 2014 | Premi Laurence Olivier                    | Millor Revival Musical                                | Millor Revival Musical | Guanyador |
| 2014 | Premi Laurence Olivier                    | Millor Actriu de Musical                              | Jenna Russell          | Nominat   |
| 2014 | Premi Laurence Olivier                    | Millor Actuació en un Paper de Repartiment de Musical | Josefina Gabrielle     | Nominat   |
| 2014 | Premi Laurence Olivier                    | Millor Director                                       | Maria Friedman         | Nominat   |
| 2014 | Premi Laurence Olivier                    | Millor So                                             | Gareth Owen            | Won (tie) |
| 2014 | Premi Laurence Olivier                    | Millor Vestuari                                       | Soutra Gilmour         | Nominat   |
| 2014 | Premi Laurence Olivier                    | Fita més destacada en música                          | The Orchestra          | Nominat   |

### Producció del 2022 a l'Off-Broadway
| Any  | Premi                        | Categoria                                                        | Nominat                                                       | Resultat  |
| ---- | ---------------------------- | ---------------------------------------------------------------- | ------------------------------------------------------------- | --------- |
| 2023 | Premi Drama Desk Award       | Revival destacat d'un musical                                    | Revival destacat d'un musical                                 | Nominat   |
| 2023 | Premi Drama Desk Award       | Interpretació principal destacada en un musical                  | Jonathan Groff                                                | Nominat   |
| 2023 | Premi Drama Desk Award       | Interpretació principal destacada en un musical                  | Lindsay Mendez                                                | Nominat   |
| 2023 | Premi Drama Desk Award       | Actuació de repartiment destacada en un musical                  | Daniel Radcliffe                                              | Nominat   |
| 2023 | Premi Drama Desk Award       | Director destacat d'un musical                                   | Maria Friedman                                                | Nominat   |
| 2023 | Premis Lucille Lortel        | Revival excepcional                                              | Revival excepcional                                           | Nominat   |
| 2023 | Premis Lucille Lortel        | Intèrpret principal destacat en un musical                       | Lindsay Mendez                                                | Nominat   |
| 2023 | Premis Lucille Lortel        | Intèrpret de repartiment destacat en un musical                  | Krystal Joy Brown                                             | Nominat   |
| 2023 | Premis Lucille Lortel        | Intèrpret de repartiment destacat en un musical                  | Reg Rogers                                                    | Nominat   |
| 2023 | Premis Outer Critics Circle  | Revival destacat d'un musical (a Broadway o a l'Off-Broadway)    | Revival destacat d'un musical (a Broadway o a l'Off-Broadway) | Nominat   |
| 2023 | Premis Outer Critics Circle  | Intèrpret principal destacat en un musical                       | Jonathan Groff                                                | Guanyador |
| 2023 | Premis Outer Critics Circle  | Intèrpret de repartiment destacat en un musical a l'Off-Broadway | Lindsay Mendez                                                | Guanyador |
| 2023 | Premis Outer Critics Circle  | Intèrpret de repartiment destacat en un musical a l'Off-Broadway | Daniel Radcliffe                                              | Nominat   |
| 2023 | Premis Outer Critics Circle  | Director destacat d'un musical                                   | Maria Friedman                                                | Nominat   |
| 2023 | Premis Outer Critics Circle  | Orquestracions destacades                                        | Jonathan Tunick                                               | Nominat   |
| 2023 | Premis Off-Broadway Alliance | Revival destacada d'un musical                                   | Revival destacada d'un musical                                | Guanyador |

### Revival de Broadway 2023
| Any  | Premi                                            | Categoria                               | Nominat                       | Resultat  |
| ---- | ------------------------------------------------ | --------------------------------------- | ----------------------------- | --------- |
| 2024 | Premis Drama League                              | Revival destacat d'un musical           | Revival destacat d'un musical | Guanyador |
| 2024 | Premis Drama League                              | Direcció destacada d'un musical         | Maria Friedman                | Guanyador |
| 2024 | Premis Drama League                              | Actuació distingida                     | Jonathan Groff                | Nominat   |
| 2024 | Premis Drama League                              | Actuació distingida                     | Lindsay Mendez                | Nominat   |
| 2024 | Premis Drama League                              | Actuació distingida                     | Daniel Radcliffe              | Nominat   |
| 2024 | Premis Tony                                      | Millor reestrena de musical             | Millor reestrena de musical   | Guanyador |
| 2024 | Premis Tony                                      | Millor actor protagonista de musical    | Jonathan Groff                | Guanyador |
| 2024 | Premis Tony                                      | Millor actor de repartiment de musical  | Daniel Radcliffe              | Guanyador |
| 2024 | Premis Tony                                      | Millor actriu de repartiment de musical | Lindsay Mendez                | Nominat   |
| 2024 | Premis Tony                                      | Millor direcció de musical              | Maria Friedman                | Nominat   |
| 2024 | Premis Tony                                      | Millor so a un musical                  | Kai Harada                    | Nominat   |
| 2024 | Premis Tony                                      | Millors orquestracions                  | Jonathan Tunick               | Guanyador |
| 2024 | Premis del New York Drama Critics' Circle Awards | Citació especial                        | Citació especial              | Guanyador |